# Акиньхово
Акиньхово — деревня в Череповецком районе Вологодской области.
Входит в состав Коротовского сельского поселения, с точки зрения административно-территориального деления — в Коротовский сельсовет.
Расстояние до районного центра Череповца по автодороге — 59 км, до центра муниципального образования Коротово по прямой — 13 км. Ближайшие населённые пункты — Верховье, Рязань, Елехово.
По переписи 2002 года население — 35 человек (14 мужчин, 21 женщина). Всё население — русские.